# Монте Кавало
Монте Кавало (итал. Monte Cavallo) насеље је у Италији у округу Мачерата, региону Марке.
Према процени из 2011. у насељу је живело 7 становника. Насеље се налази на надморској висини од 898 м.

## Становништво
| 1936. | 1951. | 1961. | 1971. | 1981. | 1991. | 2001. | 2011. |
| ----- | ----- | ----- | ----- | ----- | ----- | ----- | ----- |
| 782   | 692   | 466   | 288   | 265   | 207   | 171   | 149   |